# Xare

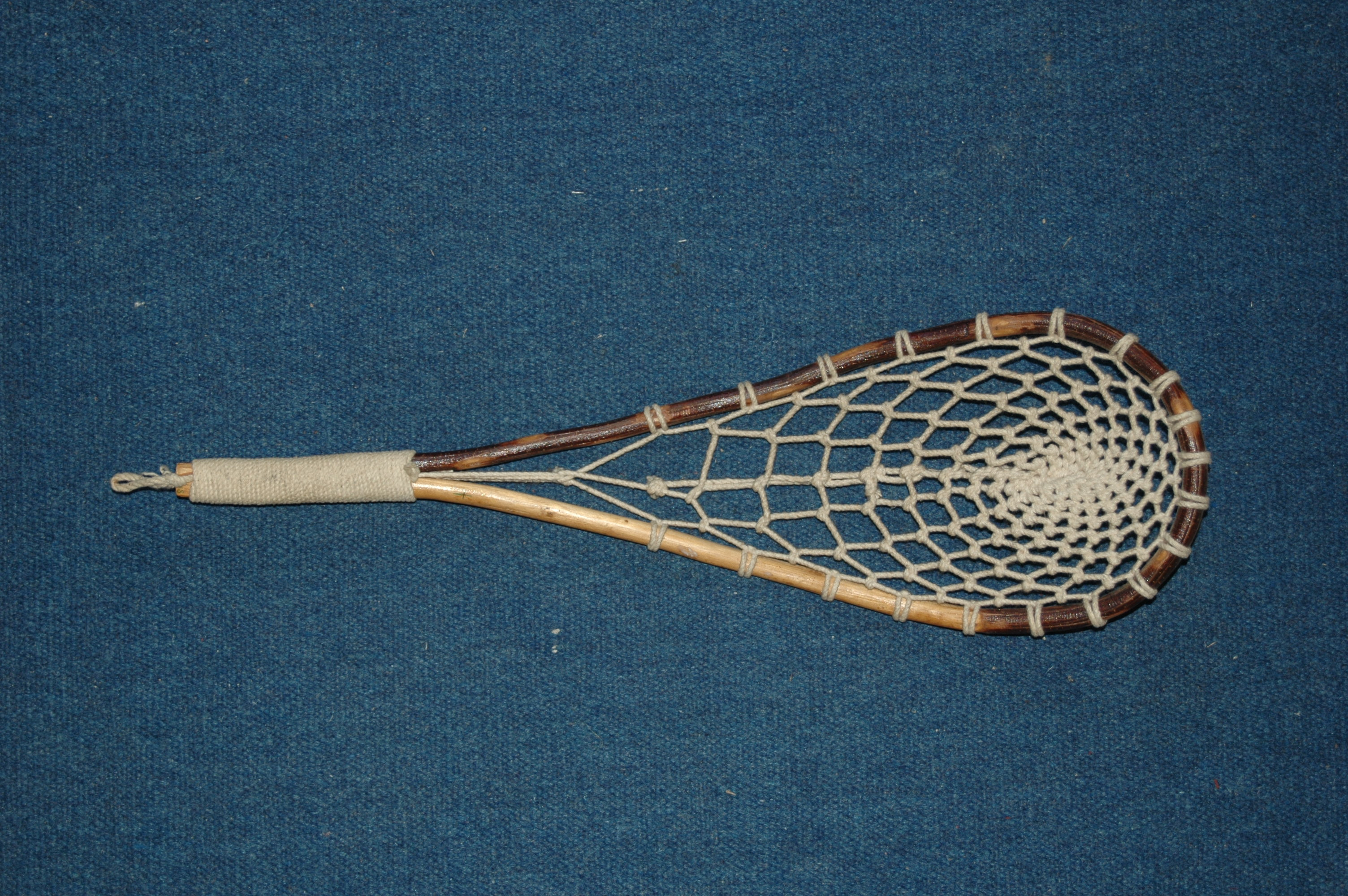
Tipo di racchetta chiamato xare

Xare è una specialità sferistica di palla basca.

## Regolamento
Questa disciplina agonistica è praticata in sferisterio, all'aperto o al coperto, con un tipo di racchetta in legno a piatto incordato da corde flessibili, lungo al massimo 55 cm (che gli spagnoli chiamano xare, cosicché la stessa parola si riferisce al gioco e all'attrezzo usato per giocare). Il campo, lungo 28,5 m, è delimitato da muro frontale e laterale dove gli atleti devono far rimbalzare la palla che è in stoffa ricoperta di cuoio caprino e pesa circa 83 g. La partita è vinta da chi totalizza 45 punti.
I professionisti giocano prevalentemente in doppio, ossia i contendenti in campo sono due contro due.